# Soyouz TMA-21
Soyouz TMA-21 est une mission spatiale dont le lancement s'est déroulé le 4 avril 2011 depuis le Cosmodrome de Baikonour. Elle a transporté trois membres de l'Expédition 27 vers la station spatiale internationale. Il s'agit du 109e vol d'un vaisseau Soyouz depuis le premier en 1967. Soyouz TMA-21 a atterri le 16 septembre 2011.

## Équipage

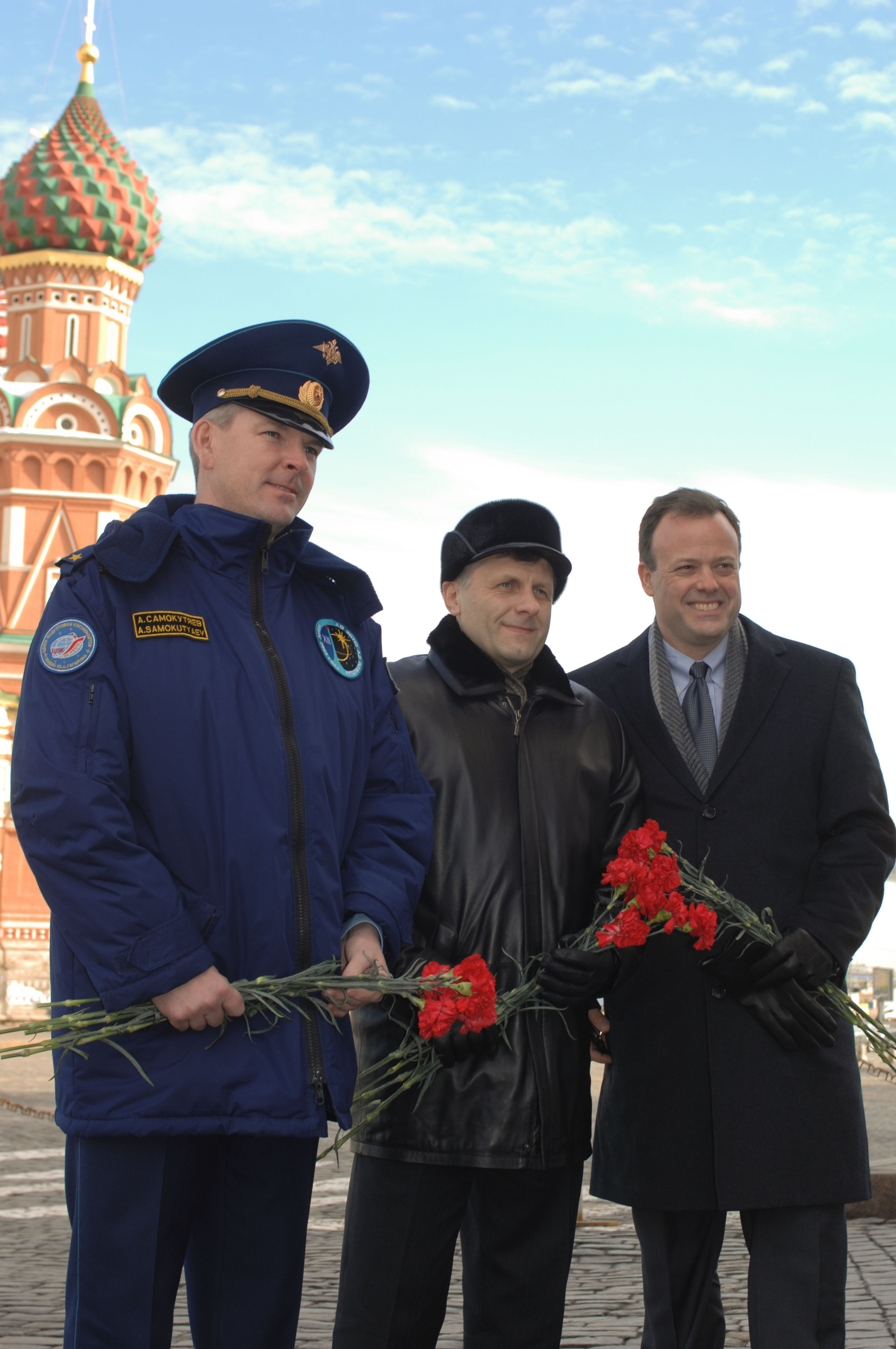
Les membres d'équipage du Soyouz TMA-21 pendant leur tour de cérémonie de la Place Rouge le 11 mars 2011.

- Commandant : Andrei Borisenko (1),  Russie
- Ingénieur de vol 1 : Alexander Samokoutaïev (1),  Russie
- Ingénieur de vol 2 : Ronald J. Garan, Jr. (2),  États-Unis

Le chiffre entre parenthèses indique le nombre de vols spatiaux effectués par l'astronaute, Soyouz TMA-21 inclus.

### Équipage de remplacement
- Commandant : Anton Shkaplerov,  Russie
- Ingénieur de vol 1 : Anatoli Ivanishin,  Russie
- Ingénieur de vol 2 : Daniel C. Burbank,  États-Unis

## Galerie

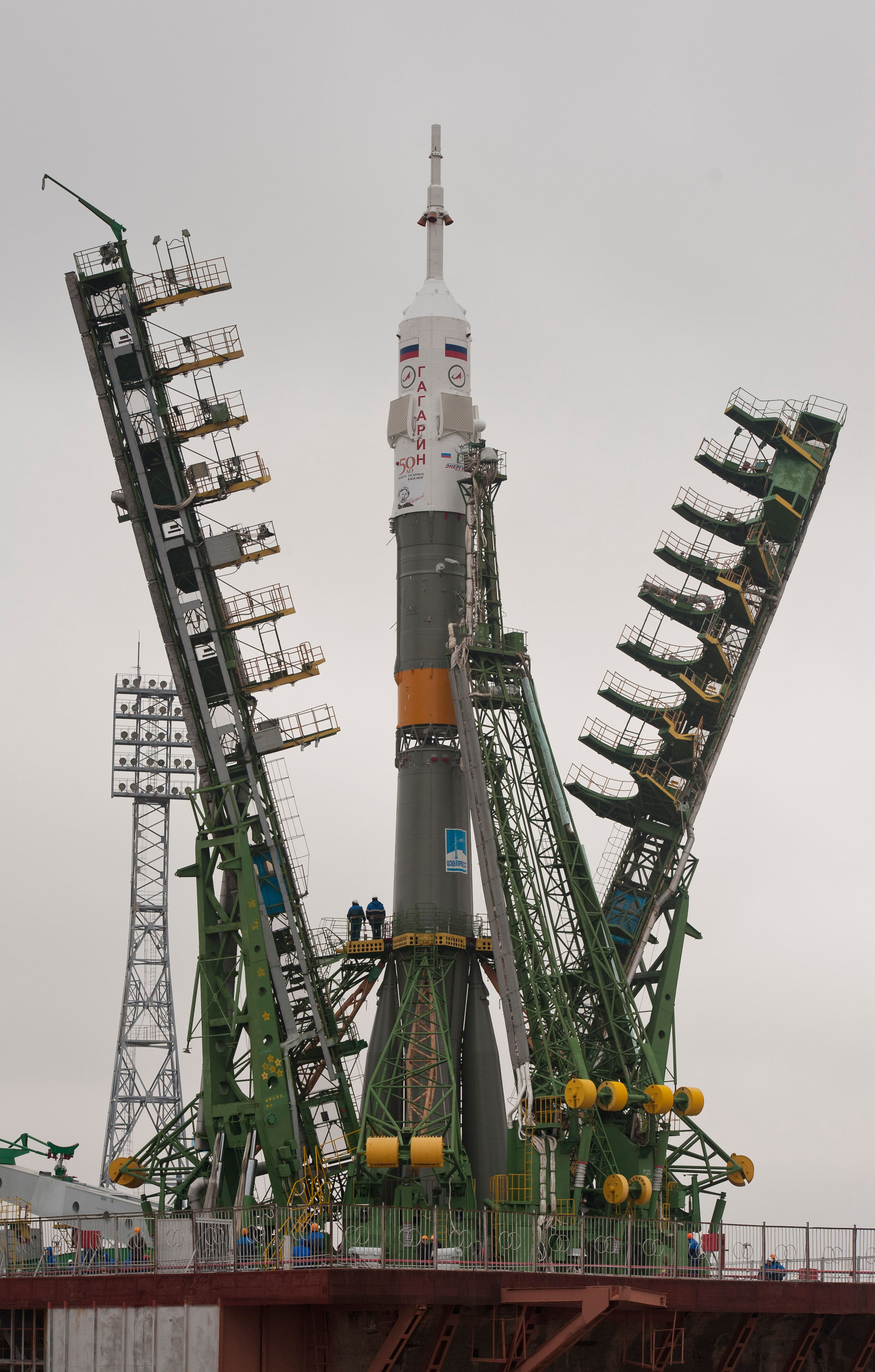
Soyouz ТМА-21 en position sur le pas de tir.
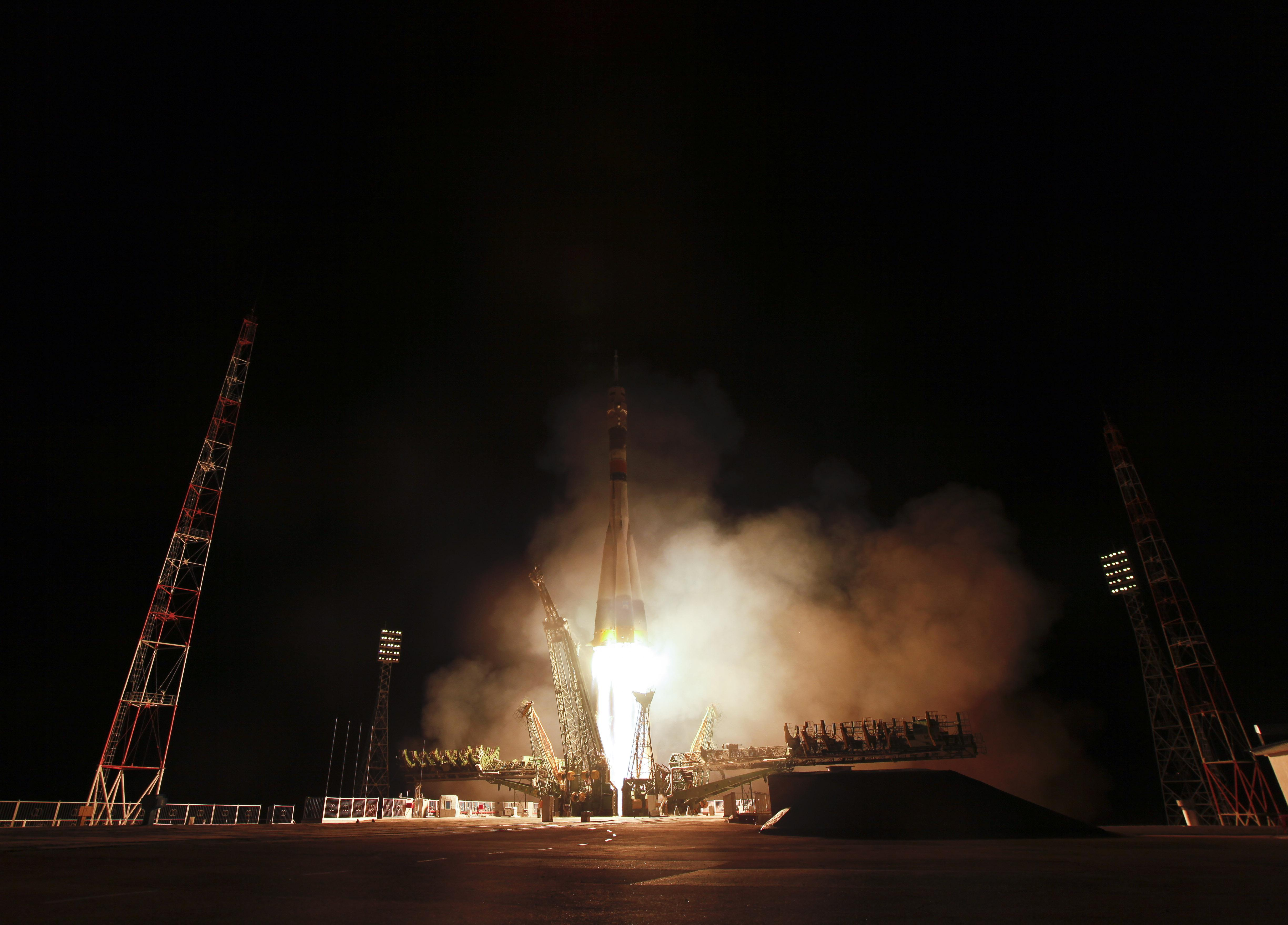
Décollage de Soyouz TMA-21.
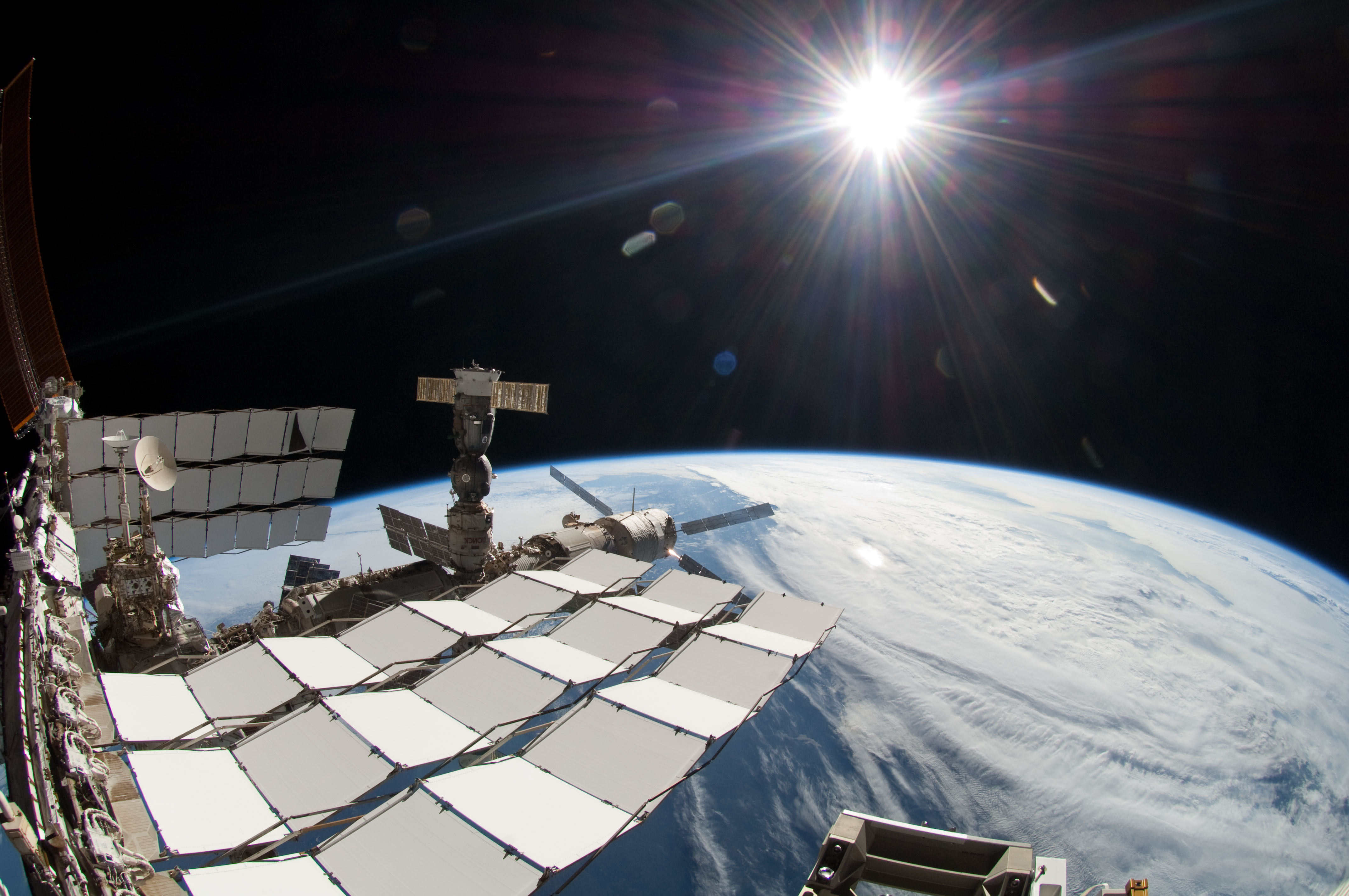
Soyouz TMA-21 amarré au module Poisk de l’ISS.
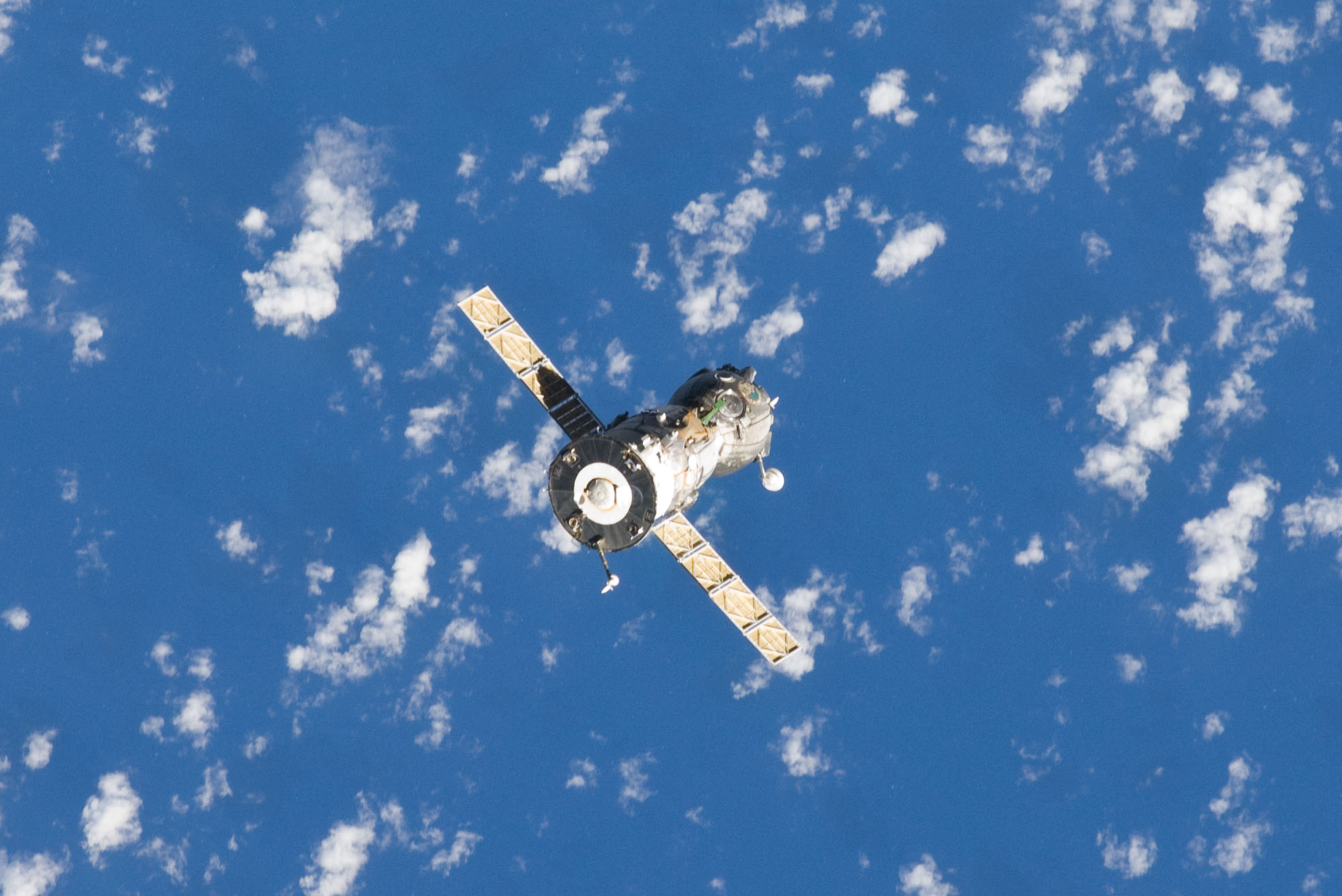
Le vaisseau spatial Soyouz TMA-21 quitte l'ISS, le 16 septembre 2011.
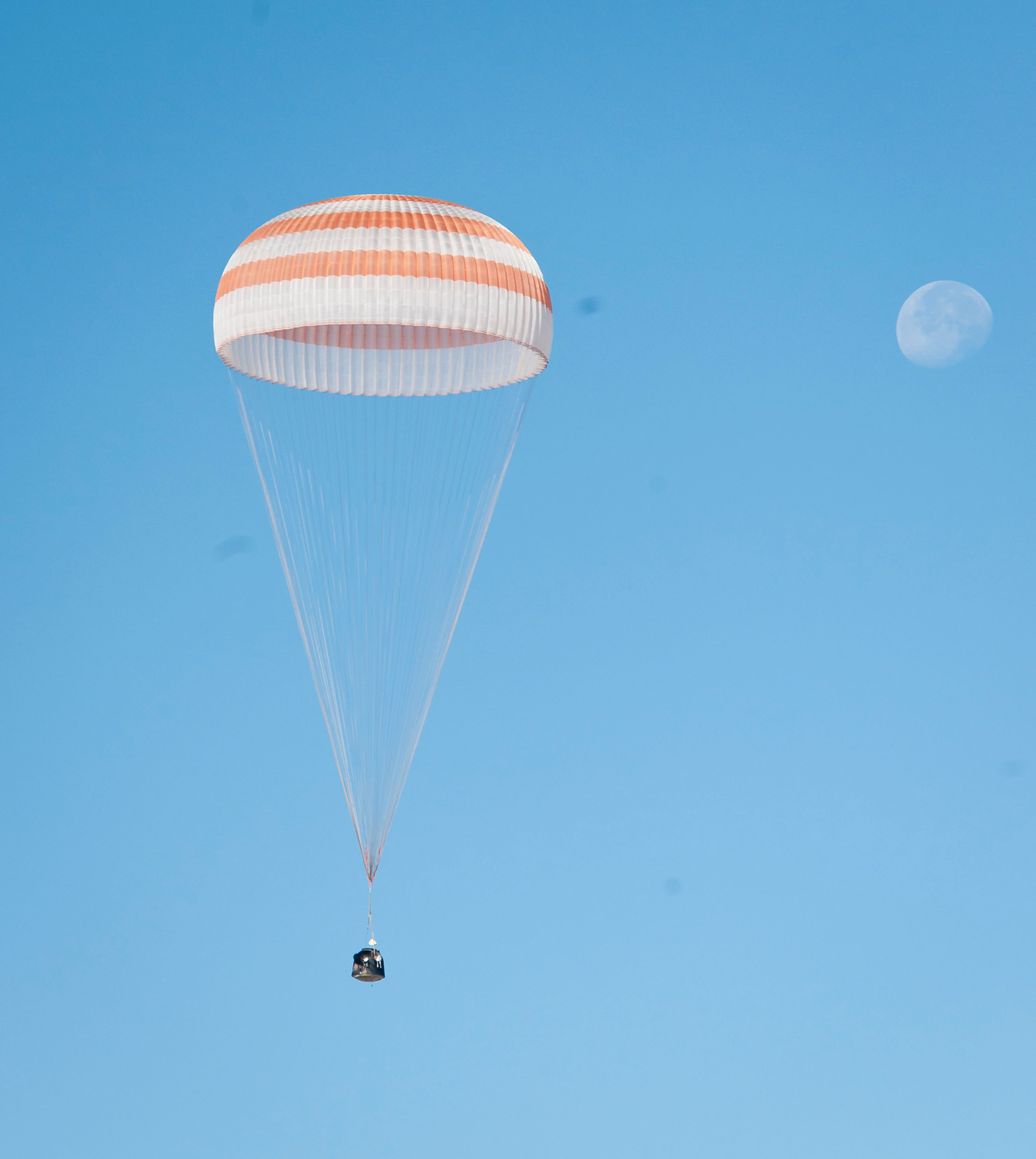
La capsule Soyouz TMA-21 pendant la descente avant l’atterrissage.
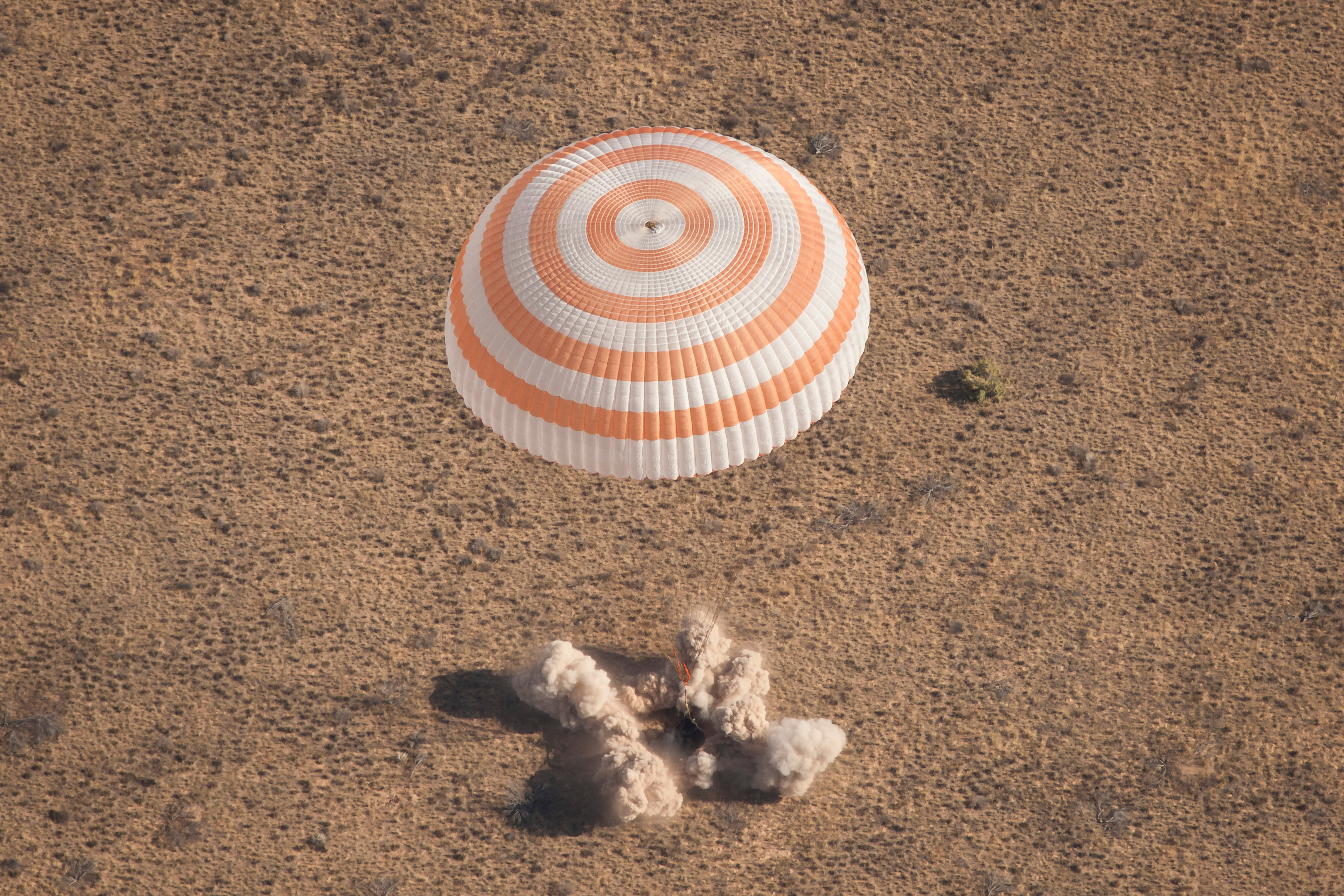
Atterrissage de Soyouz TMA-21 dans le centre du Kazakhstan.
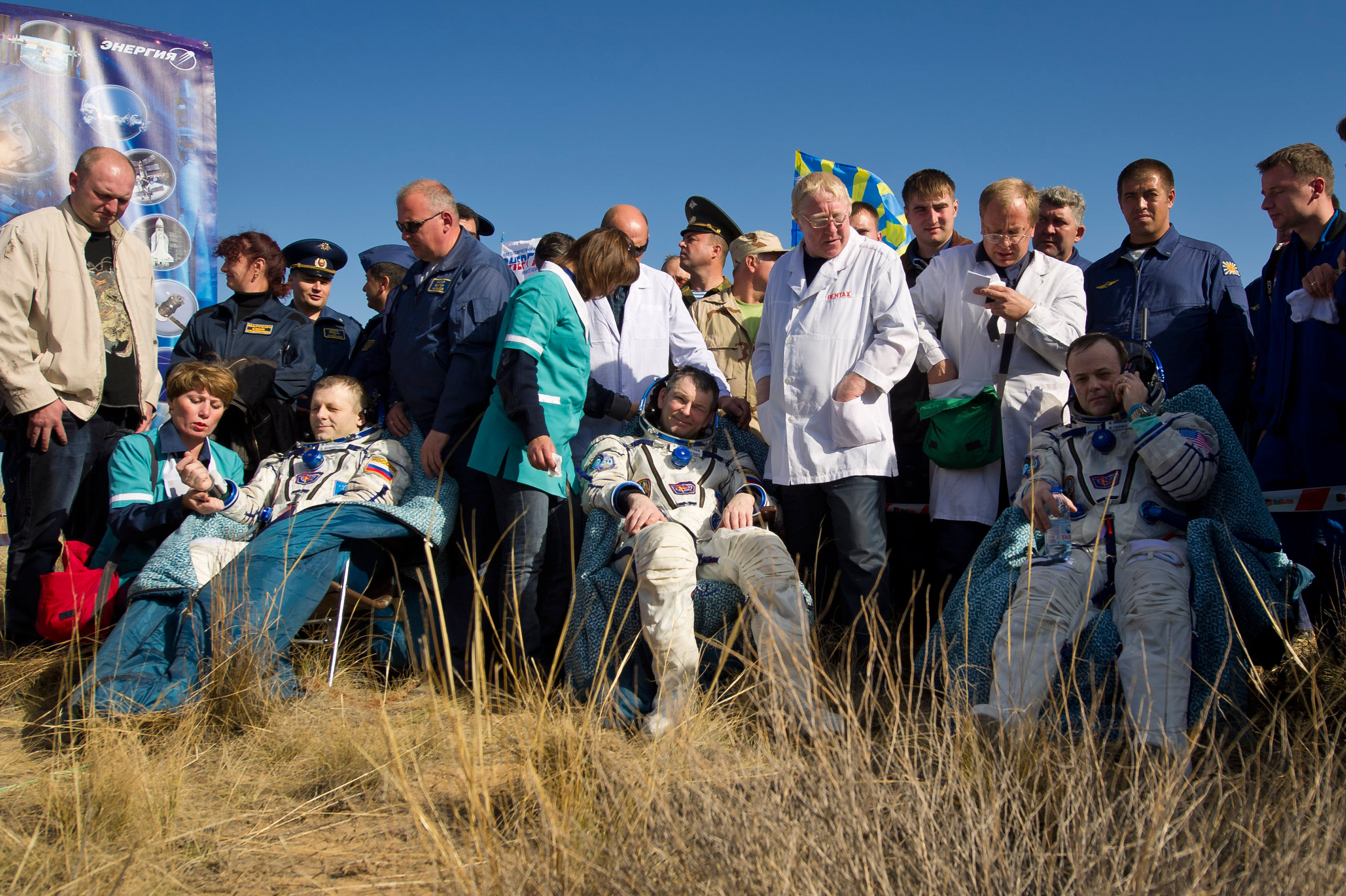
Les membres d'équipage en photo peu de temps après l'atterrissage.